# Васильев, Виктор Николаевич (учёный)
Ви́ктор Никола́евич Васи́льев (род. 5 апреля 1937 года, Ленинградская область) — российский учёный, ректор (в 1991—2006 годах) и президент (в 2006—2017 годах) Петрозаводского государственного университета.

## Биография

### Образование, учёные степени и звания
В 1966 году окончил Петрозаводский государственный университет по специальности «инженер-механик».
С 1989 года — профессор.
С 2002 года — доктор технических наук.

### Трудовая деятельность
С 1955 года — электрослесарь на заводе «Авангард» (Петрозаводск).
Прошёл срочную службу в подводных силах ВМФ СССР.
После окончания университета, с 1967 года по 1972 год работал мастером производственного обучения, преподавателем Петрозаводского государственного университета.
В 1975—1978 годах — секретарь комитета КПСС Петрозаводского государственного университета.
В 1978—1991 годах — проректор по учебной работе Петрозаводского государственного университета.
В 1991—2006 годах — ректор Петрозаводского государственного университета.
В 2006—2017 годах — президент Петрозаводского государственного университета.

## Награды
- Орден Почёта (8 декабря 2006 года) — за достигнутые трудовые успехи и многолетнюю добросовестную работу[2]
- Орден Дружбы (13 июня 1996 года) — за заслуги перед государством и многолетний добросовестный труд[3]
- Заслуженный работник высшей школы Российской Федерации (22 января 2002 года) — за заслуги в научной работе, значительный вклад в дело подготовки высококвалифицированных специалистов[4]
- Почётный работник высшего профессионального образования Российской Федерации (1997 год)
- Почётная грамота Республики Карелия (1997 год)
- Заслуженный деятель науки Республики Карелия (1992 год)
- Лауреат 1998 года Республики Карелия (28 декабря 1998 года) — за внедрение современных технологий в учебном процессе[5]
- Почётный гражданин Петрозаводска (2008)[6]
- Почётный гражданин Республики Карелия[7]